# مارکو مالوس
مارکو مالوس (انگلیسی: Marco Mallus؛ زادهٔ ۲۴ ژانویهٔ ۱۹۸۲) بازیکن فوتبال اهل ایتالیا است.
از باشگاه‌هایی که در آن بازی کرده‌است می‌توان به باشگاه فوتبال کومو، باشگاه فوتبال رجانا، و باشگاه فوتبال آنکونا اشاره کرد.